# آتوپوسور
آتوپوسور (نام علمی: Atoposaurus) نام یک سرده از تیره نابجاخزندگان است.